# Philodryas aestiva
Philodryas aestiva — вид змій родини полозових (Colubridae). Мешкає в Південній Америці.

## Опис
Довжина змії Philodryas aestiva становить 1 м. Верхня частина тіла зеленувато-світло-коричнева, боки світло-зелені, живіт жовтий. Луски гладкі, посередині тіла формують 21 ряд.

## Підвиди
Виділяють два підвиди:
- Philodryas aestiva aestiva (Duméril, Bibron & Duméril, 1854);
- Philodryas aestiva subcarinata Boulenger, 1902.

## Поширення і екологія
Philodryas aestiva мешкають на півдні Бразилії, в Болівії, Парагваї, Уругваї, північній і центральній Аргентині. Вони живуть в галерейних лісах, рідколіссях і вологих саванах, часто поряд з водою. Ведуть денний, переважно деревний спосіб життя. Живляться ссавцями, птахами, ящірками і амфібіями.